# Vladimir Petrović (nogometaš, 1972.)
Vladimir Petrović (Studenci, Teslić, 4. veljače 1972.) hrvatski nogometaš, svoje najbolje trenutke pružio je za Dinamo Zagreb, neko vrijeme igrao u Francuskoj za FC Toulouse gdje je također bio jedan od boljih igrača. Svoju internacionalnu karijeru nastavio je nakratko u Kini i Izraelu, nakon toga se vratio u Dinamo. Kratko vrijeme igrao je za Novalju, a danas je športski direktor NK Croatia Sesvete.